# إبراهيم بن مراد
إبراهيم بن مراد هو إبراهيم بن مراد بن منصور بن عمار، ولد في 21 يناير/كانون الثاني 1950 ببلدة بشري التابعة إلى ولاية قبلي بالجنوب التونسي، هو باحث ومعجمي تونسي، وهو أستاذ باحث بالجامعة التونسية مختص في علوم المعجمية وتاريخ العلوم، وهو أستاذ التعليم العالي في كلية الآداب والفنون والإنسانيات بجامعة منوبة بتونس.

## نشاطه
- نشط خاصة في مجال المعجمية، حيث أنه عضو مؤسس في جمعية المعجمية العربية التي تأسست عام 1983 ويتولى رئاستها منذ عام 1994. كما ترأس تحرير «مجلة المعجمية» التي تصدرها تلك الجمعية قبل أن تؤول إليه مسؤولية إدارتها عام 1995، كما اهتم بتاريخ العلوم وخاصة بتاريخ الطب والصيدلة عند العرب.
- عضو مراسل بالمجمع العلمي العراقي منذ سنة 1988.
- عضو مراسل في مجمع اللغة العربية بدمشق منذ سنة 1993.
- مدير «موسوعة أعلام العلماء والأدباء العرب والمسلمين» (التي تصدرها المنظمة العربية للتربية والثقافة والعلوم) من أكتوبر 2009 إلى جوان /يونيو 2015؛ وهو عضو في لجنتها العلمية منذ سنة 1998.
- عضو المجلس العلمي لهيئة المعجم التاريخي للغة العربية التابعة لاتحاد المجامع اللغوية العلمية العربية بالقاهرة من سنة 2008 إلى سنة 2013.
- عضو مجلس الأمناء بمركز الملك عبد الله بن عبد العزيز الدولي لخدمة اللغة العربية بالرياض ونائب لرئيسه من جانفي / يناير 2010 إلى ديسمبر 2013.
- عضو المجلس العلمي لمشروع معجم الدوحة التاريخي للغة العربية بالدوحة ونائب لرئيسه منذ جانفي / يناير 2013.
- رئيس المشروع الوطني للبحث «مدوّنة المعجم العربي التاريخي» (رمز V 96 SHS 01) التابع لوزارة التعليم العالي والبحث العلمي (بتونس) من 1996 إلى 2004.
- رئيس وحدة البحث «مفردات العربية بين المعجم والقاموس» في كلية الآداب والفنون والإنسانيات بجامعة منوبة (رمز 01UR0206) منذ سنة 2001.
- رئيس فريق البحث التونسي في مشروع البحث التونسي الفرنسي المشترك (مع فريق بحث فرنسي شريك من جامعة ليون2 بفرنسا) «حركة المصطلحات العلمية والفنية في المصادر العربية القديمة» (رمزCMCU 02 F 02 08) من جانفي / يناير 2002 إلى ديسمبر 2004,
- رئيس فريق البحث التونسي في مشروع البحث التونسي الفرنسي المشترك (مع فريق جامعة ليون 2) «تطور المصطلحات العلمية والفنية العربية وتنميطها وانتقالها من القرن العاشر إلى القرن الرابع عشر الميلاديين» (رمز CMCU 05 G 02 05) من جانفي / يناير 2005 إلى ديسمبر 2008.
- رئيس مشروع البحث الدولي التابع لشبكة الباحثين في المعجمية والمصطلحية والترجمة (LTT=Lexicologie, Terminologie, Traduction) حول «الترجمة من الفرنسية إلى العربية ودورها في التوليد المعجمي» (La Traduction du français vers l'arabe et son rôle dans la formation des néologismes) من جانفي / يناير 2006 إلى ديسمبر 2008؛ وقد ضم المشروع خمس جامعات هي جامعة منوبة بتونس وجامعة ليون 2 بفرنسا والجامعة اللبنانية ببيروت والجامعة الأردنية بعمان وجامعة انتا ديوب بداكار.

## مؤلفاته
- الإنتاج العلمي:

1. المعرَّب الصوتي عند العلماء المغاربة، الدار العربية للكتاب، ليبيا - تونس، 1978 (235 ص).
2. المصطلح الأعجمي في كتب الطب والصيدلة العربية، دار الغرب الإسلامي، بيروت، 1985 (جزءان).
3. دراسات في المعجم العربي، دار الغرب الإسلامي، بيروت، 1987 (399 ص)، ط. 2، 2009.
4. بحوث في تاريخ الطب والصيدلة عند العرب، دار الغرب الإسلامي، بيروت، 1991 (641 ص).
5. المعجم العلمي العربي المختص حتى منتصف القرن الحادي عشر الهجري، دار الغرب الإسلامي، بيروت، 1993 (178 ص).
6. مسائل في المعجم، دار الغرب الإسلامي، بيروت، 1997 (274 ص).
7. مقدمة لنظرية المعجم، دار الغرب الإسلامي، بيروت، 1997 (217 + 9 ص).
8. الكَلِمُ الأعجمية في عربية نفزاوة (بالجنوب الغربي التونسي)، مركز الدراسات والبحوث الاقتصادية والاجتماعية، سلسلة اللسانيات، عدد 10، تونس، 1999 (469 ص).
9. من المعجم إلى القاموس، دار الغرب الإسلامي، تونس - بيروت، 2010 (292 + 13 ص).
10. المعجم العربي بين اللغة والخطاب، مركز الملك عبد الله بن عبد العزيز الدولي لخدمة اللغة العربية، الرياض، 2016 (106 ص).

- وله في تحقيق النصوص:

1. مختارات من الشعر المغربي والأندلسي لم يسبق نشرها، دار الغرب الإسلامي، بيروت، 1986 (309 ص).
2. تفسير كتاب دياسقوريدوس في الأدوية المفردة، لأبي محمد عبد الله بن أحمد ابن البيطار المالقي، المؤسسة الوطنية للترجمة والتحقيق والدراسات بيت الحكمة، تونس، ودار الغرب الإسلامي، بيروت، 1990 (432 + 5 ص).
3. كتاب الاعتماد في الأدوية المفردة لأبي جعفر أحمد بن إبراهيم ابن الجزار، مؤسسة الفرقان للتراث الإسلامي، لندن، 2019 (1083 ص).

- وله في المراجعة والتعليق:

1. تفسير مفردات الأنطاكي باللهجة التونسية لمحمد محفوظ، دار الغرب الإسلامي، بيروت، 1996 (245 ص).
2. كتاب آداب المعلمين لمحمد بن سحنون، بتحقيق حسن حسني عبد الوهاب (ط. 1) ثم بمراجعة محمد العروسي المطوي (ط. 2)، والمراجعة الجديدة هي ط. 3، المجمع التونسي للعلوم والآداب والفنون بيت الحكمة، تونس، 2010 (171 ص).
3. خطرات إلهام في مصطاف غنوش لمحمد العروسي المطوي (تقديم وتعليق)، منشورات زخارف، تونس، 2015 (139 ص).

- وله في الإشراف على النشر:

1. إسهام التونسيين في إثراء المعجم العربي (وقائع الندوة الوطنية الأولى التي نظمتها جمعية المعجمية العربية بتونس في مارس 1985)، دار الغرب الإسلامي، بيروت، 1985 (303 ص).
2. في المعجمية العربية المعاصرة (وقائع الندوة العلمية الدولية الأولى التي نظمتها جمعية المعجمية العربية بتونس في أفريل 1986)، دار الغرب الإسلامي، بيروت، 1987 (669 ص).
3. المعجم العربي المختص (وقائع الندوة العلمية الدولية الثالثة التي نظمتها جمعية المعجمية العربية بتونس في أفريل 1993)، دار الغرب الإسلامي، بيروت، 1996 (496 ص).
4. المعنى الحقيقي والمعنى المجازي في القاموس الثنائي الفرنسي العربي (وقائع ندوة في جامعة ليون 2 بفرنسا - بالاشتراك)، دار المنى، لبنان، 2007 (145 + 54 ص).

- وله في الإنتاج الأدبي:

1. الوجه الآخر للحكاية (مجموعة قصصية)، منشورات قصص، تونس، 1982 (135 ص).
2. لُغْز المدينة الخضراء (مجموعة قصصية)، منشورات زخارف، تونس، 2019 (164 ص).

## وصلة خارجية
- إبراهيم بن مراد على موقع أرشيف الشارخ.
- «أسس المعجم المختص اللسانية» لإبراهيم بن مراد